# Handschwinge

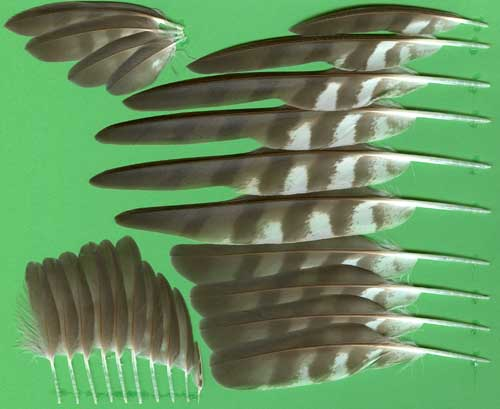
Handschwingen (rechts), Alula (links oben) und große Handdecken (links unten) eines Sperbermännchens

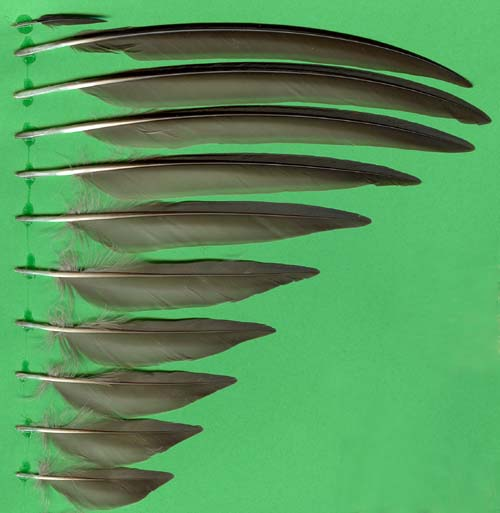
Handschwingen eines Mauerseglers

Als Handschwingen (Remiges primarii) werden die äußeren großen, kräftigen und stabilen Federn des Vogelflügels bezeichnet. Sie sitzen am Mittelhandknochen (Carpometacarpus) und am Knochen des dritten und zweiten Fingers des Flügels.
Die Zahl der voll ausgebildeten Handschwingen beträgt meist zehn, maximal 11 (z. B. Lappentaucher). Bei einigen Vogelgruppen wie den Sperlingsvögeln ist die äußerste Handschwinge deutlich reduziert. Unabhängig davon wird oft an der Spitze des zweiten Fingers zusätzlich eine kleine Feder ausgebildet, das Remicle.
Die Nummerierung erfolgt im Allgemeinen vom Handgelenk (Carpalgelenk) nach außen, also vom körpernahen (proximalen) zum körperfernen (distalen) Bereich. Die Länge der Knochen der Handschwinge in Bezug zur gesamten Flügellänge wird beim Handflügelindex als Maß für die Leistungsfähigkeit des Vogels beim Fliegen genutzt.
Die Länge der Handschwingen wird nach außen zunächst größer und dann wieder deutlich kleiner. Die Lage der längsten Feder hängt vom Flugtyp ab und liegt zwischen der fünften (z. B. Meisen) und neunten (z. B. Mauersegler) Handschwinge. Generell werden die Federn von innen nach außen spitzer. Die Federn sind deutlich asymmetrisch geformt. Die Außenfahnen werden von innen nach außen schmaler, die Innenfahnen breiter. Bei vielen Vogelarten zeigen die äußeren Handschwingen im oberen Teil aus aerodynamischen Gründen starke Einbuchtungen an den Außen- und/oder Innenfahnen (siehe Bild der Sperberfedern).